# 4-二甲氨基亚苄基丙二腈
4-二甲氨基亚苄基丙二腈是一种有机化合物，化学式为C12H11N3。它可由對二甲胺苯甲醛和丙二腈在K2Ce(PO4)2催化下于水中反应制得。它和脲在碳酸钾存在下于甲醇中回流，可以得到4,6-二氨基-5-(4-二甲氨基亚苄基)-2-嘧啶酮。